# Geneva Township (Iowa)
Pour les articles homonymes, voir Geneva Township.
Geneva Township est un township, du comté de Franklin en Iowa, aux États-Unis,. 